# 市政厅广场 (费拉拉)
44°50′10″N 11°37′08″E / 44.83609°N 11.61875°E

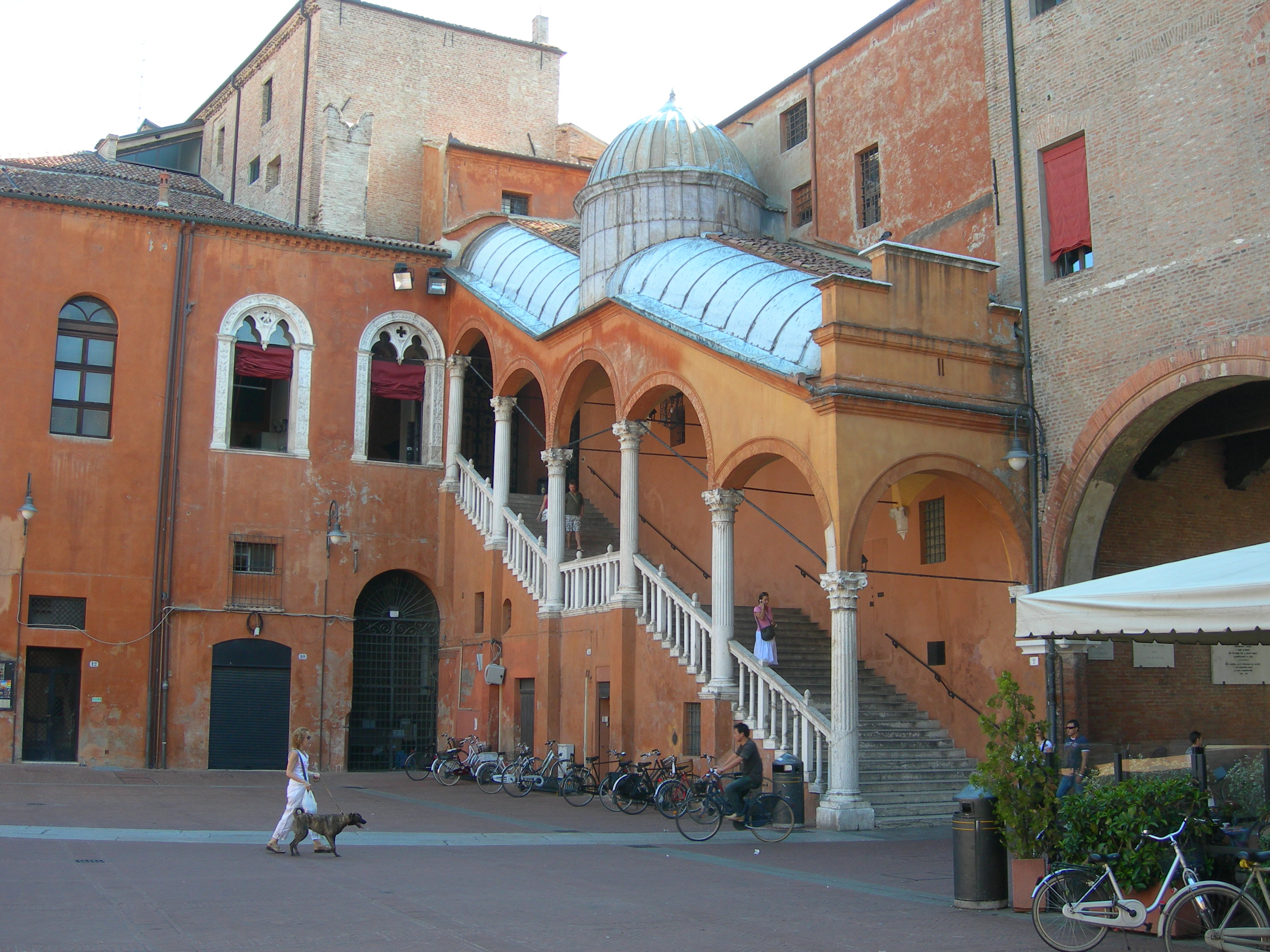

市政厅广场（Piazza del Municipio）是意大利费拉拉的一个重要的广场，位于城市中心。
此处曾是公爵府的庭院，公爵搬到埃斯特城堡后，旧址改为费拉拉市政厅。

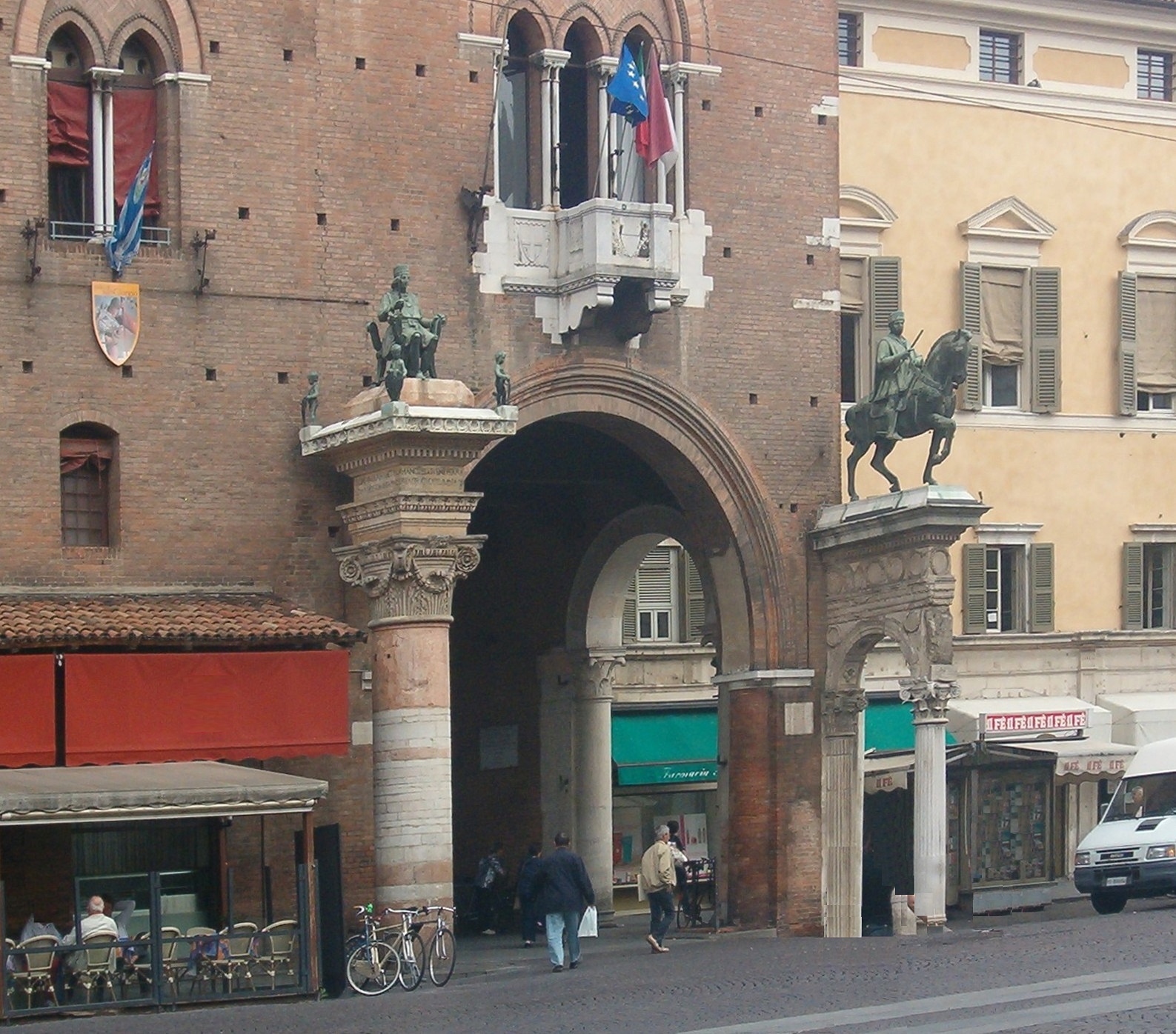

广场上有宏伟的白色大理石楼梯，文艺复兴风格的穹顶、拱廊。

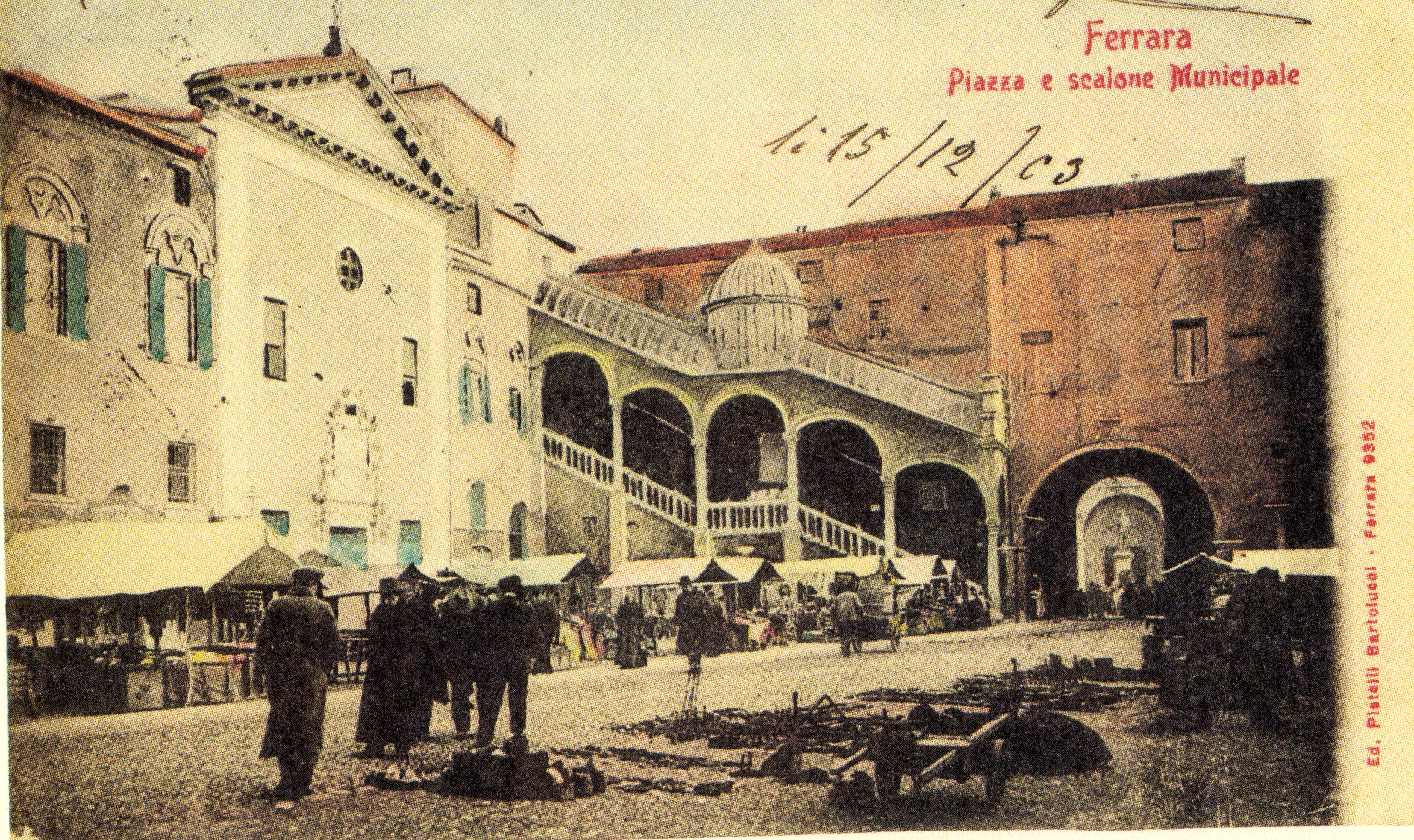

市政厅广场经常被选为活动场地。